# 井之上潤
井之上 潤（いのうえ じゅん、3月10日 - ）は、日本の男性声優。愛知県出身。アーツビジョン所属。

## 略歴
日本ナレーション演技研究所卒業。

## 人物
方言は名古屋弁。趣味・特技はサイクリング、料理。

## 出演
太字はメインキャラクター。

### テレビアニメ
2013年
- アイカツ!（カメラマン）

2014年
- 一週間フレンズ。（クラスメイト）
- 彼女がフラグをおられたら（生徒C）
- 咲-Saki- 全国編（記者）
- 四月は君の嘘（実行委員、観客）
- ソウルイーターノット!（ヤンキーA）
- ソードアート・オンラインII（プレイヤー）
- ドラえもん（テレビ朝日版第2期）（2014年 - 2024年、ロボA、配達員、若者、作業員①）
- ノブナガン（家臣）
- 棺姫のチャイカ（客A、市民、ウィザードC、店員） - 2シリーズ
- 魔法科高校の劣等生（FLT研究員、観客）
- 名探偵コナン（2014年 - 2022年、永井光平、ボーイB、男、レポーター、西部、無線の声）

2015年
- 青春×機関銃（生徒）
- アルスラーン戦記（兵士）
- アルドノア・ゼロ（火星オペレーター、アサルト兵、火星騎士）
- うたの☆プリンスさまっ♪ マジLOVEレボリューションズ（記者）
- 俺物語!!（男子生徒1）
- 機動戦士ガンダム 鉄血のオルフェンズ（2015年 - 2017年、鉄華団団員、イオク部下） - 2シリーズ
- クレヨンしんちゃん（2015年 - 2025年、飼育員B、テレビ音声、係員A、担当医、スタッフB 他）
- 血液型くん!3（男性）
- 食戟のソーマ（2015年 - 2017年、僧侶B、男子学生A、男子生徒B、観客B、男性部員B 他） - 3シリーズ
- 洲崎西 THE ANIMATION（パパっぺ）
- スティッチ! パーフェクト・メモリー（兵士）
- NARUTO（タンゾウ）
- モンスター娘のいる日常（モブB）
- 弱虫ペダル シリーズ（2015年 - 2023年、観客、ギャラリー、箱根学園部員、総北高校部員、岩崎 他） - 4シリーズ

2016年
- アクティヴレイド -機動強襲室第八係-（スタッフA）
- クラシカロイド（男の子）

2017年
- 小林さんちのメイドラゴン（おじいちゃん）
- バトルガール ハイスクール（観客達）
- アホガール（生徒、不良）
- 魔法陣グルグル（魔王歌唱、戦士）
- ナイツ&マジック（トッシュ、兵士A、兵士C）
- モンスターハンター ストーリーズ RIDE ON（村人A、書士A）
- プリンセス・プリンシパル（大人）
- 妹さえいればいい。（お姉さんA）

2018年
- キリングバイツ（学生）
- HUGっと!プリキュア（男子生徒）
- 1日外出録ハンチョウ（客D）
- パズドラ（2018年 - 2025年、観光客、スタッフ、ピッツ）

2019年
- えんどろ〜!（四天王ズD）
- 同居人はひざ、時々、頭のうえ。（店員③）
- ぼくたちは勉強ができない（男生徒C）
- どろろ（若者）
- Dr.STONE（生徒）
- 女子高生の無駄づかい（男）
- 超人高校生たちは異世界でも余裕で生き抜くようです!（ネウロ）

2020年
- 痛いのは嫌なので防御力に極振りしたいと思います。（2020年 - 2023年、クリスマスローズ、プレイヤー4、クロムの仲間A、悪魔、一代目機械神 他） - 2シリーズ
- キングダム（2020年 - 2024年、崇原、田考、ユキイ、夏布、唐釣 他） - 3シリーズ
- Lapis Re:LiGHTs（御者）
- アラド:逆転の輪（プリースト）
- A3!（生徒）
- 神様になった日（楽器屋店主）
- ONE PIECE（看守、ウェイターズ、囚人、酒天丸の部下、忍者）

2021年
- ゲキドル（観客）
- 忍たま乱太郎（2021年 - 2024年、負傷兵、配達員、旅人、侍、クモの子城の忍者 他）
- ミュークルドリーミー みっくす!（科学教師）
- ひげを剃る。そして女子高生を拾う。（乗客）
- 出会って5秒でバトル（組織の男B、アナウンサー）

2022年
- ハコヅメ〜交番女子の逆襲〜（学校荒らし）
- 境界戦機（マイク・ウィーバー）
- ダンス・ダンス・ダンスール（姫乃小路寿）
- うる星やつら (2022)（2022年 - 2024年、北斗） - 2シリーズ
- 悪役令嬢なのでラスボスを飼ってみました（貴族、生徒）

2023年
- カードファイト!! ヴァンガード will+Dress（客）
- シュガーアップル・フェアリーテイル（観衆）
- 転生貴族の異世界冒険録〜自重を知らない神々の使徒〜（冒険者A、王都騎士A、貴族たち、騎士B、盗賊B 他）
- 贄姫と獣の王（官吏、官吏A）
- 無職転生 II 〜異世界行ったら本気だす〜（冒険者A）
- ニンジャラ（2023年 - 2025年、兵士、シャドーニンジャ）
- 悲劇の元凶となる最強外道ラスボス女王は民の為に尽くします。（男性、通信兵）
- デッドマウント・デスプレイ（チンピラ）
- 呪術廻戦 懐玉・玉折/渋谷事変（改造人間、一般人）
- 川越ボーイズ・シング（浦和学習院生徒）

2024年
- ぶっちぎり?!（男子B、シグマスクワッド）
- BEYBLADE X（研究員）
- ゆびさきと恋々（客）
- バーテンダー 神のグラス（バーテンダー3）
- メカウデ（カガミグループ科学者、ARMS研究員、カガミグループ隊員）
- 村井の恋（男子生徒）

2025年
- 炎炎ノ消防隊 参ノ章（軍人）
- 黒執事 -緑の魔女編-（軍人）
- 盾の勇者の成り上がり Season 4（重鎮、役人A）

### 劇場アニメ
2012年
- ベルセルク 黄金時代篇I・II（少年ガッツ） - 2作品

2015年
- 屍者の帝国
- 台風のノルダ（男子生徒）

2017年
- 打ち上げ花火、下から見るか? 横から見るか?（アナウンサー）
- ゴーちゃん。〜モコとちんじゅうの森の仲間たち〜（スピーカー）

2019年
- 劇場版 誰ガ為のアルケミスト（村人）
- 映画 妖怪学園Y 猫はHEROになれるか

2020年
- クレヨンしんちゃん 激突! ラクガキングダムとほぼ四人の勇者（ラクガキ兵士）

2021年
- クレヨンしんちゃん 謎メキ!花の天カス学園（早歩き男子生徒）
- 劇場版 呪術廻戦 0（通行人）

2022年
- クレヨンしんちゃん もののけニンジャ珍風伝（アナウンサー）

2023年
- アリスとテレスのまぼろし工場（市民D）

2024年
- 化け猫あんずちゃん
- クレヨンしんちゃん オラたちの恐竜日記

### OVA
- OVA スタミュ 第1巻（2016年、生徒たち）

### ゲーム
2015年
- クイズRPG 魔法使いと黒猫のウィズ
- 憂世ノ志士（高杉晋作）

2017年
- エンドライド -X fragments-（テオ）

2018年
- OCTOPATH TRAVELER
- 世紀末デイズ（皆木蓮慈、井上仙吾 他）

2019年
- ドラえもん のび太の牧場物語（ブラス）
- ボーダーランズ3

2022年
- キングダムDASH!!（ユキイ）
- 戦国布武 〜我が天下戦国編〜（尼子経久）
- コードギアス 反逆のルルーシュ ロストストーリーズ

2023年
- 信長の野望 出陣（直江兼続、種子島時尭、山内一豊）

### ドラマCD
- 理系男子。〜ぼくらの文化祭〜
- 魔技科の剣士と召喚魔王（山田寅蔵）
- ALIVE Growth DramaCD vol.4「キラキラ」（ジュニアアイドル、番組スタッフ）

### BLCD
- オマエは羊。 Qpa edition（研究員）
- 妖しの箱庭に浮かぶ月（2019年、生徒）
- 酔いどれ恋をせず（和樹）

### 吹き替え

#### 映画
- 愛してる、愛してない...
- アサシネーション・ネーション
- ヒトラーの忘れもの（ルートヴィヒ・ハフケ〈オスカー・ブーケルマン〉）

#### テレビドラマ
- アンブレラ・アカデミー（ベン・ハーグリーブズ、レナード・ピーボディ / ハロルド・ジェンキンス）
- 大風水（モク・チサン〈少年期〉）
- コンバット・ホスピタル 戦場救命
- 超能力ファミリー サンダーマン
- ホジュン〜宮廷医官への道〜
- マルコ・ポーロ

#### アニメ
- ちいさなプリンセス ソフィア（アクセル王子）

#### 特撮
- ナンバーワン戦隊ゴジュウジャー（2025年、カシオス・ベアーの声[初出 2][7]）

### その他コンテンツ
- 神戸市立青少年科学館 プラネタリウム『星の船 Argo』（ポルックス）
- LisBo オーディオドラマ
  - 山本周五郎『墨丸』（2018年[8]、樋口藤九郎[9]）
  - 霧野耕平『クレシェンド』（2019年[10] - 2020年[11]、軍人・アビ家執事（第四章）[12]、猟師・客（最終章）[13]）
- みらい文庫ちゃんねる PV
  - 【熱血】熱血サッカー小説をアニメ風にご紹介！（2018年、松木光太郎）
  - 【必聴】大人気のFC6年1組上手すぎる朗読！（2018年、松木光太郎）
- Audible オーディオブック 乾くるみ『リピート』（2019年、ナレーター）

### シリーズ一覧
1. ↑  第1期（2014年）、第2期『AVENGING BATTLE』（2014年）
2. ↑  第1期（2015年）、第2期（2016年 - 2017年）
3. ↑  第1期（2015年）、第2期『弐ノ皿』（2016年）、第3期前半『餐ノ皿』（2017年）
4. ↑  第2期『GRANDE ROAD』（2015年）、第3期『NEW GENERATION』（2017年）、第4期『GLORY LINE』（2018年）、第5期『LIMIT BREAK』（2022年 - 2023年）
5. ↑  第1期（2020年）、第2期『2』（2023年）
6. ↑  第3シリーズ（2020年 - 2021年）、第4シリーズ（2022年）、第5シリーズ（2024年）
7. ↑  第1期（2022年 - 2023年）、第2期（2024年）

### 初出話一覧
1. 1 2  第1話初出
2. 1 2 3 4  第2話初出
3. ↑  第17話初出
4. 1 2  第11話初出
5. ↑  第4話初出
6. ↑  第5話初出
7. ↑  第6話初出
8. 1 2  第7話初出